# Рапаківі

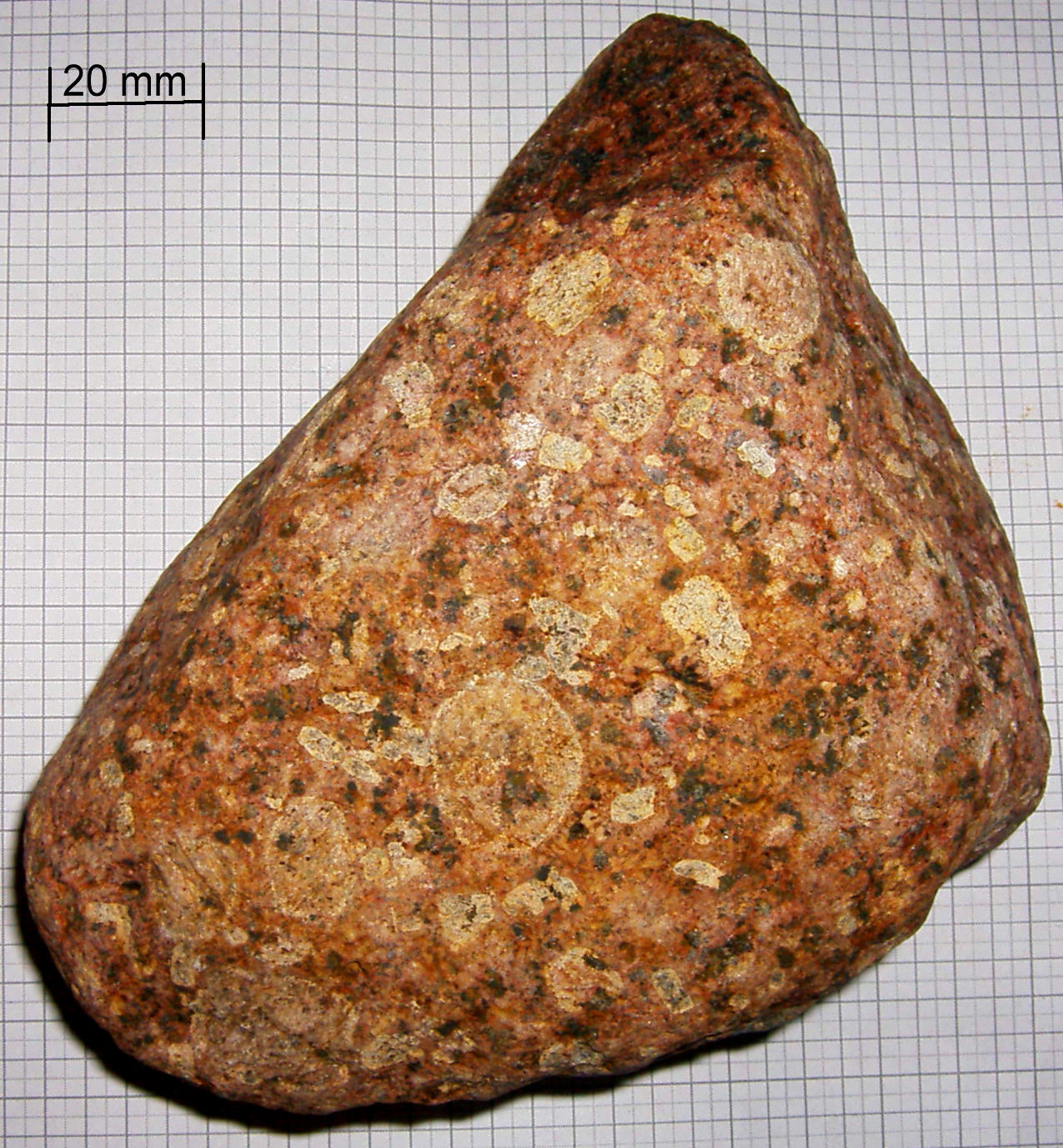
Рапаківі

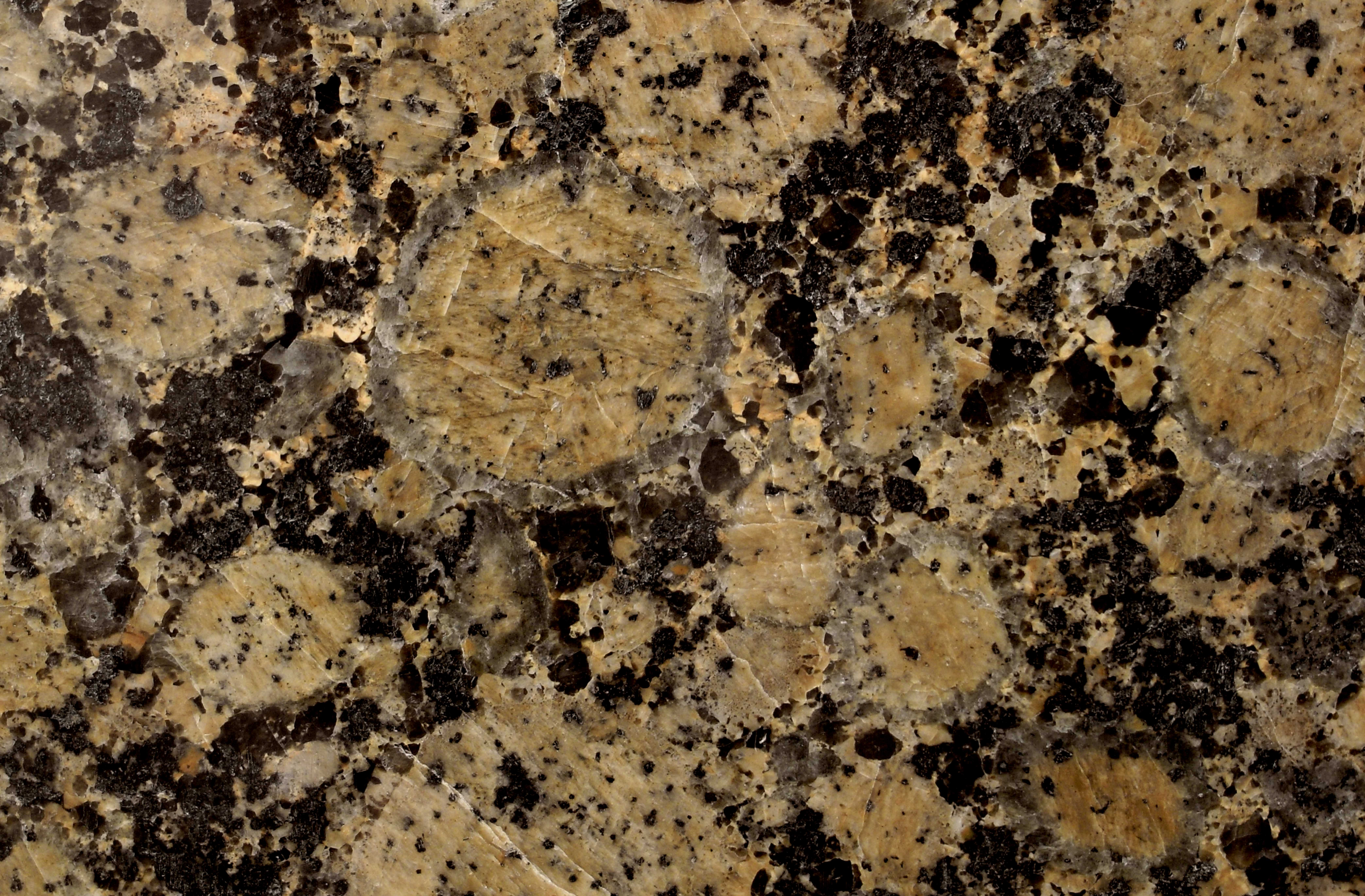
Рапаківі-граніт

Рапаківі (рос. рапакиви, англ. rapakiwi, нім. Rapakiwi m) — двополевошпатові граніти підвищеної лужності з характерною центричною структурою, зумовленою наявністю великих овоїдів калієвого польового шпату, звичайно оточених облямівками олігоклазу. Така структура обумовлює відносно швидке руйнування породи.

## Етимологія та історія
Назва — від фін. «rapa» — гнилий і «kivi» — камінь (за властивістю швидко руйнуватися).
У 1891 році Якоб Юганнес Седергольм переклав термін «Рапаківі», поширений у південній Фінляндії, як «гнилий камінь».
Перша згадка про цей термін була записана шведським натуралістом Урбаном Єрне  (1641-1724) і датується 1694 роком. Даніель Тілас (1739), Бьотлінгк (1840), Томас фон Унгерн-Штернберг (Лейпциг, 1882, дисертація) і Якоб Юганнес Седергольм (1891) використали термін у своїх працях. Останній опублікував свій опис у «Мінерологічних і петрографічних звітах» Чермака того ж року. Цей геолог є першим, хто надав науковий опис цієї групи порід згідно з сучасним розумінням.

## Загальний опис
Різновид рапаківі, в якому овоїди не покриті олігоклазовою оболонкою, називається пітерлітом, якщо облямовані овоїди переважають, порода називається виборгітом. Колір сірий і рожевий. Темнокольорові мінерали представлені біотитом і роговою обманкою високої залізистості; акцесорні — титаномагнетит, олівін, флюорит, апатит, циркон. Густина бл. 2,65, пористість 0,3 %, опір стисненню 100—200 МПа. Р. — типові субплатформні посторогенні утворення, що виникли в тісній асоціації з комагматичними ефузивами і базальтоїдним магматизмом.
Найбільші масиви знаходяться на Східноєвропейській і Півн.-Американській платформах.

## Застосування і поширення
Рапаківі десятиліттями використовувалися як природний камінь під назвами Балтійський коричневий (або коричневий), Балтійський червоний (або червоний), Карельський червоний і Карменський червоний. Це каміння, яке широко використовується в Європі для фасадів, підлоги, декоративних предметів і надгробків. Ці натуральні камені морозостійкі і добре поліруються.
Традиційно породи такого типу зустрічаються в архітектурі міст південної Фінляндії і в районі Санкт-Петербурга. У німецькомовних країнах їх часто використовують як фасадні панелі та підлогові покриття.
Технічні та інші цінності рапаківі, які роблять його використання в будівництві важливим, цілком можна порівняти з іншими гранітами.
В Україні Р. приурочені виключно до порід Коростенського і Корсунь-Новомиргородського плутонів.